# رئيس ممثل
الرئيس بالإنابة أو القائم بأعمال الرئيس هو شخص ينوب عن الرئيس في إدارة شؤون البلاد في حالة غياب الرئيس (لمرض عابر أو اجازة مثلاً) أو في الفترات الانتقالية (بين انتهاء مدة الرئيس و الانتخابات) أو عندما يكون منصب الرئيس شاغراً (بسبب الوفاة أو الاغتيال أو المرض الشديد أو العزل أو الاستقالة).

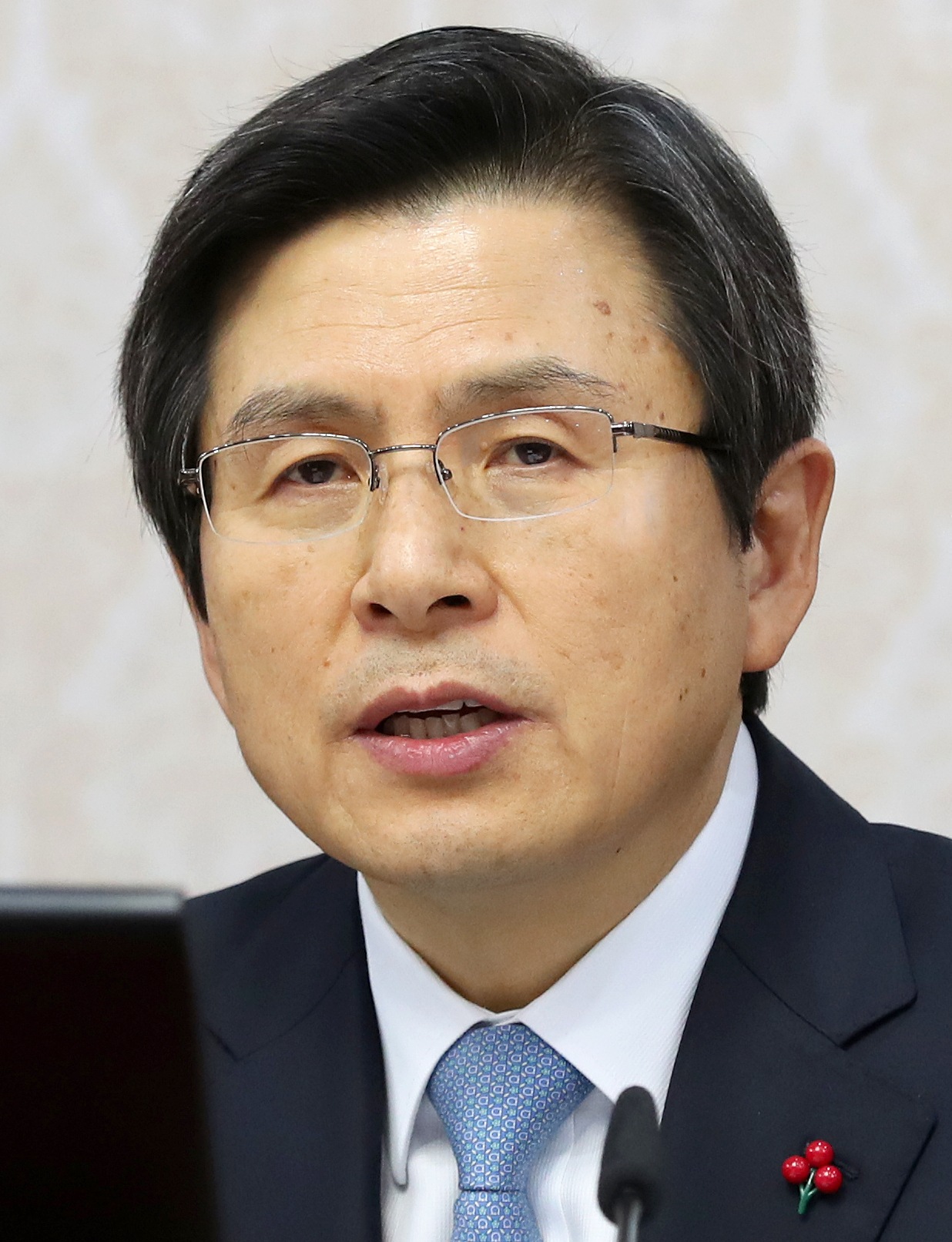
هوانغ غيو أن، رئيس كوريا الجنوبية بالإنابة بعد خلع الرئيسة باك غن هي.